# Aeroportul Nikolayevsk-on-Amur
Aeroportul Nikolayevsk-on-Amur (IATA: NLI, ICAO: UHNN) este un aeroport din Ținutul Habarovsk, Rusia ce deservește zona Nikolaevsk-na-Amure⁠(d). Aeroportul a fost tranzitat în 2021 de 51.301 pasageri. A fost numit după zona deservită.
aeroportul dispune de o singură pistă.